# Serie A 2019 (Ecuador)
La Serie A 2019, conosciuta anche come LigaPro Banco Pichincha 2019 per ragioni di sponsorizzazione, è stata la 61ª edizione della massima serie del campionato ecuadoriano di calcio noncé la prima edizione della massima serie dopo il cambio di denominazione ufficiale in Liga Pro.
Il campionato, durato dall'8 febbraio 2019 al 15 dicembre 2019, ha visto la partecipazione di 16 squadre che si sono affrontate in un torneo diviso in due fasi: nella prima fase tutte le squadre hanno affrontato le avversarie in un girone all'italiana con andata e ritorno; nella seconda fase le prime otto squadre classificate si sono qualificate ai playoff per determinare la squadra vincitrice del campionato.
Ad aggiudicarsi il titolo è stato il Delfín, per la prima volta campione ecuadoregno. Il Delfín è riuscito così a rompere l'egemonia delle due città di Quito e di Guayaquil, che durava da quindici anni.
La classifica del campionato al termine delle 30 giornate previste determina le squadre che hanno diritto a partecipare alle coppe internazionali (Coppa Libertadores e Coppa Sudamericana) e quelle che retrocedono nella categoria inferiore (le ultime due della classifica finale).

## Squadre partecipanti
| Club                    | Città     | Stadio                       | Posti  |
| ----------------------- | --------- | ---------------------------- | ------ |
| América de Quito        | Quito     | Olímpico Atahualpa           | 38.258 |
| Aucas                   | Quito     | Gonzalo Pozo Ripalda         | 18.799 |
| Barcelona SC            | Guayaquil | Monumental Banco Pichincha   | 57.267 |
| Delfín                  | Manta     | Jocay                        | 18.125 |
| Deportivo Cuenca        | Cuenca    | Alejandro Serrano Aguilar    | 18.549 |
| El Nacional             | Quito     | Olímpico Atahualpa           | 38.258 |
| Emelec                  | Guayaquil | Banco del Pacifico Capwell   | 39.000 |
| Fuerza Amarilla         | Machala   | 9 de Mayo                    | 16.456 |
| Guayaquil City          | Guayaquil | Christian Benítez Betancourt | 10.152 |
| Independiente del Valle | Sangolquí | Municipal General Rumiñahui  | 7.233  |
| LDU Quito               | Quito     | Rodrigo Paz Delgado          | 41.575 |
| Macará                  | Ambato    | Bellavista                   | 16.467 |
| Mushuc Runa             | Ambato    | Coop. Mushuc Runa            | 6.000  |
| Olmedo                  | Riobamba  | Olímpico de Riobamba         | 14.400 |
| Téc. Universitario      | Ambato    | Bellavista                   | 16.467 |
| Universidad Católica    | Quito     | Olímpico Atahualpa           | 38.258 |

## Prima fase

### Classifica
Dalla 1ª all'8ª squadra classificata si sono qualificate ai playoff.
| Pos | Squadra                 | Pti. | G  | V  | N  | P  | GF | GS | DR  |
| --- | ----------------------- | ---- | -- | -- | -- | -- | -- | -- | --- |
| 1.  | Macará                  | 62   | 30 | 17 | 11 | 2  | 47 | 17 | +30 |
| 2.  | Barcelona SC            | 55   | 30 | 17 | 4  | 9  | 56 | 38 | +18 |
| 3.  | Universidad Católica    | 53   | 30 | 16 | 5  | 9  | 48 | 29 | +19 |
| 4.  | Delfín                  | 53   | 30 | 15 | 8  | 7  | 46 | 33 | +13 |
| 5.  | Independiente del Valle | 52   | 30 | 15 | 7  | 8  | 41 | 29 | +12 |
| 6.  | LDU Quito               | 49   | 30 | 13 | 10 | 7  | 46 | 30 | +16 |
| 7.  | Aucas                   | 49   | 30 | 14 | 7  | 9  | 48 | 44 | +4  |
| 8.  | Emelec                  | 46   | 30 | 14 | 4  | 12 | 43 | 30 | +13 |
| 9.  | El Nacional             | 44   | 30 | 13 | 6  | 11 | 41 | 34 | +7  |
| 10. | Deportivo Cuenca        | 41   | 30 | 12 | 7  | 11 | 44 | 46 | -2  |
| 11. | Olmedo                  | 34   | 30 | 9  | 7  | 14 | 34 | 44 | -10 |
| 12. | Guayaquil City          | 31   | 30 | 8  | 7  | 15 | 35 | 48 | -13 |
| 13. | Mushuc Runa             | 30   | 30 | 8  | 6  | 16 | 36 | 58 | -22 |
| 14. | Téc. Universitario      | 29   | 30 | 8  | 5  | 17 | 40 | 60 | -20 |
| 15. | América de Quito        | 25   | 30 | 6  | 7  | 17 | 26 | 41 | -15 |
| 16. | Fuerza Amarilla         | 6    | 30 | 2  | 5  | 23 | 24 | 74 | -50 |

### Calendario e risultati

#### Andata
| Guayaquil City     | 1 - 1 | Macará                  | 8.2.2019  | El Nacional             | 1 - 3 | Aucas              | 15.2.2019 | Deportivo Cuenca   | 1 - 0 | Emelec                  | 22.2.2019 |
| Fuerza Amarilla    | 0 - 2 | Delfín                  | 9.2.2019  | Olmedo                  | 1 - 0 | América de Quito   | 16.2.2019 | Fuerza Amarilla    | 1 - 4 | Olmedo                  | 23.2.2019 |
| LDU Quito          | 3 - 2 | Olmedo                  | 9.2.2019  | Universidad Católica    | 0 - 0 | LDU Quito          | 16.2.2019 | América de Quito   | 0 - 1 | LDU Quito               | 23.2.2019 |
| Barcelona SC       | 5 - 2 | El Nacional             | 9.2.2019  | Macará                  | 0 - 0 | Barcelona SC       | 16.2.2019 | Téc. Universitario | 0 - 2 | Macará                  | 23.2.2019 |
| Deportivo Cuenca   | 3 - 2 | Independiente del Valle | 10.2.2019 | Mushuc Runa             | 1 - 1 | Deportivo Cuenca   | 17.2.2019 | Aucas              | 3 - 1 | Universidad Católica    | 24.2.2019 |
| Aucas              | 0 - 2 | Emelec                  | 10.2.2019 | Emelec                  | 1 - 2 | Fuerza Amarilla    | 17.2.2019 | Barcelona SC       | 2 - 0 | Mushuc Runa             | 24.2.2019 |
| Téc. Universitario | 1 - 2 | Universidad Católica    | 10.2.2019 | Delfín                  | 0 - 1 | Guayaquil City     | 17.2.2019 | El Nacional        | 0 - 1 | Delfín                  | 24.2.2019 |
| América de Quito   | 0 - 1 | Mushuc Runa             | 11.2.2019 | Independiente del Valle | 1 - 0 | Téc. Universitario | 18.2.2019 | Guayaquil City     | 0 - 1 | Independiente del Valle | 25.2.2019 |

| LDU Quito               | 4 - 0 | Guayaquil City     | 2.3.2019 | Macará                  | 3 - 0 | LDU Quito            | 9.3.2019  | Mushuc Runa          | 0 - 2 | Independiente del Valle | 15.3.2019 |
| Delfín                  | 4 - 2 | Aucas              | 2.3.2019 | Aucas                   | 1 - 1 | Mushuc Runa          | 9.3.2019  | Universidad Católica | 2 - 1 | Delfín                  | 16.3.2019 |
| Deportivo Cuenca        | 2 - 0 | América de Quito   | 2.3.2019 | Téc. Universitario      | 0 - 3 | Olmedo               | 9.3.2019  | Olmedo               | 1 - 1 | Guayaquil City          | 16.3.2019 |
| Independiente del Valle | 3 - 0 | Barcelona SC       | 3.3.2019 | Barcelona SC            | 1 - 2 | Universidad Católica | 10.3.2019 | Emelec               | 2 - 1 | El Nacional             | 17.3.2019 |
| Mushuc Runa             | 0 - 1 | El Nacional        | 3.3.2019 | Independiente del Valle | 0 - 0 | América de Quito     | 10.3.2019 | Fuerza Amarilla      | 0 - 3 | Barcelona SC            | 17.3.2019 |
| Emelec                  | 1 - 0 | Téc. Universitario | 3.3.2019 | Guayaquil City          | 1 - 1 | Fuerza Amarilla      | 10.3.2019 | LDU Quito            | 0 - 1 | Aucas                   | 17.3.2019 |
| Olmedo                  | 0 - 2 | Macará             | 4.3.2019 | Delfín                  | 0 - 0 | Emelec               | 11.3.2019 | América de Quito     | 0 - 1 | Macará                  | 17.3.2019 |
| Universidad Católica    | 6 - 0 | Fuerza Amarilla    | 5.3.2019 | El Nacional             | 1 - 1 | Deportivo Cuenca     | 12.3.2019 | Deportivo Cuenca     | 4 - 3 | Independiente del Valle | 18.3.2019 |

| Independiente del Valle | 1 - 0 | Emelec               | 30.3.2019 | LDU Quito            | 0 - 0 | Téc. Universitario      | 5.4.2019 | Barcelona SC            | 6 - 2 | Deportivo Cuenca     | 12.4.2019 |
| Barcelona SC            | 1 - 1 | LDU Quito            | 30.3.2019 | América de Quito     | 2 - 2 | Barcelona SC            | 6.4.2019 | Delfín                  | 4 - 0 | Olmedo               | 13.4.2019 |
| Macará                  | 1 - 0 | Universidad Católica | 30.3.2019 | Deportivo Cuenca     | 2 - 3 | Delfín                  | 6.4.2019 | Independiente del Valle | 2 - 1 | Universidad Católica | 13.4.2019 |
| Aucas                   | 1 - 0 | Deportivo Cuenca     | 30.3.2019 | Mushuc Runa          | 3 - 2 | Guayaquil City          | 6.4.2019 | Macará                  | 1 - 1 | Mushuc Runa          | 13.4.2019 |
| Téc. Universitario      | 2 - 1 | Fuerza Amarilla      | 31.3.2019 | Universidad Católica | 3 - 1 | El Nacional             | 7.4.2019 | Guayaquil City          | 1 - 0 | Emelec               | 14.4.2019 |
| Delfín                  | 1 - 0 | Mushuc Runa          | 31.3.2019 | Emelec               | 1 - 0 | Macará                  | 7.4.2019 | Téc. Universitario      | 3 - 2 | América de Quito     | 14.4.2019 |
| El Nacional             | 1 - 1 | Olmedo               | 31.3.2019 | Fuerza Amarilla      | 0 - 1 | Independiente del Valle | 7.4.2019 | El Nacional             | 2 - 2 | LDU Quito            | 14.4.2019 |
| Guayaquil City          | 1 - 1 | América de Quito     | 1.4.2019  | Olmedo               | 2 - 1 | Aucas                   | 8.4.2019 | Aucas                   | 2 - 1 | Fuerza Amarilla      | 15.4.2019 |

| Olmedo               | 2 - 1 | Deportivo Cuenca        | 19.4.2019 | Deportivo Cuenca        | 1 - 2 | Universidad Católica | 26.4.2019 | Macará               | 3 - 0 | Aucas                   | 3.5.2019 |
| LDU Quito            | 2 - 1 | Emelec                  | 20.4.2019 | Aucas                   | 3 - 4 | Barcelona SC         | 27.4.2019 | Universidad Católica | 1 - 0 | Mushuc Runa             | 4.5.2019 |
| Universidad Católica | 1 - 0 | Guayaquil City          | 20.4.2019 | Independiente del Valle | 2 - 1 | Olmedo               | 27.4.2019 | LDU Quito            | 1 - 1 | Independiente del Valle | 4.5.2019 |
| América de Quito     | 1 - 1 | Aucas                   | 20.4.2019 | El Nacional             | 3 - 0 | Fuerza Amarilla      | 27.4.2019 | Olmedo               | 3 - 1 | Emelec                  | 4.5.2019 |
| Macará               | 1 - 1 | Independiente del Valle | 21.4.2019 | Emelec                  | 3 - 0 | América de Quito     | 28.4.2019 | Barcelona SC         | 1 - 0 | Guayaquil City          | 5.5.2019 |
| Barcelona SC         | 3 - 1 | Delfín                  | 21.4.2019 | Guayaquil City          | 3 - 1 | Téc. Universitario   | 28.4.2019 | Téc. Universitario   | 1 - 2 | Delfín                  | 5.5.2019 |
| Fuerza Amarilla      | 1 - 2 | Mushuc Runa             | 21.4.2019 | Mushuc Runa             | 0 - 4 | LDU Quito            | 28.4.2019 | Fuerza Amarilla      | 2 - 2 | Deportivo Cuenca        | 5.5.2019 |
| Téc. Universitario   | 0 - 2 | El Nacional             | 22.4.2019 | Delfín                  | 1 - 1 | Macará               | 29.4.2019 | América de Quito     | 1 - 3 | El Nacional             | 6.5.2019 |

| Deportivo Cuenca     | 1 - 2 | Macará                  | 10.5.2019 | Independiente del Valle | 1 - 0 | El Nacional          | 17.5.2019 | Barcelona SC         | 2 - 0 | Olmedo             | 24.5.2019 |
| El Nacional          | 2 - 1 | Guayaquil City          | 11.5.2019 | LDU Quito               | 2 - 2 | Deportivo Cuenca     | 18.5.2019 | Universidad Católica | 1 - 0 | América de Quito   | 24.5.2019 |
| Aucas                | 2 - 1 | Independiente del Valle | 11.5.2019 | Emelec                  | 1 - 0 | Universidad Católica | 18.5.2019 | Deportivo Cuenca     | 2 - 0 | Guayaquil City     | 25.5.2019 |
| Fuerza Amarilla      | 3 - 0 | América de Quito        | 11.5.2019 | Macará                  | 5 - 1 | Fuerza Amarilla      | 18.5.2019 | El Nacional          | 1 - 2 | Macará             | 25.5.2019 |
| Emelec               | 0 - 1 | Barcelona SC            | 12.5.2019 | Olmedo                  | 1 - 1 | Mushuc Runa          | 19.5.2019 | Fuerza Amarilla      | 1 - 1 | LDU Quito          | 25.5.2019 |
| Delfín               | 2 - 1 | LDU Quito               | 12.5.2019 | Téc. Universitario      | 0 - 3 | Barcelona SC         | 19.5.2019 | Delfín               | 0 - 1 | Emelec             | 26.5.2019 |
| Mushuc Runa          | 3 - 4 | Téc. Universitario      | 12.5.2019 | América de Quito        | 1 - 1 | Delfín               | 19.5.2019 | Mushuc Runa          | 0 - 2 | Emelec             | 26.5.2019 |
| Universidad Católica | 2 - 0 | Olmedo                  | 13.5.2019 | Guayaquil City          | 1 - 1 | Aucas                | 20.5.2019 | Aucas                | 1 - 0 | Téc. Universitario | 26.5.2019 |

#### Ritorno
| Independiente del Valle | 2 - 0 | Deportivo Cuenca   | 4.7.2019 | Deportivo Cuenca   | 3 - 1 | Mushuc Runa             | 12.7.2019 | LDU Quito               | 1 - 0 | América de Quito   | 18.7.2019 |
| Universidad Católica    | 6 - 2 | Téc. Universitario | 5.7.2019 | Téc. Universitario | 1 - 1 | Independiente del Valle | 13.7.2019 | Emelec                  | 0 - 1 | Deportivo Cuenca   | 19.7.2019 |
| El Nacional             | 1 - 0 | Barcelona SC       | 6.7.2019 | LDU Quito          | 1 - 5 | Universidad Católica    | 13.7.2019 | Universidad Católica    | 1 - 1 | Aucas              | 20.7.2019 |
| Olmedo                  | 0 - 2 | LDU Quito          | 6.7.2019 | Fuerza Amarilla    | 1 - 4 | Emelec                  | 13.7.2019 | Olmedo                  | 1 - 0 | Fuerza Amarilla    | 20.7.2019 |
| Mushuc Runa             | 2 - 1 | América de Quito   | 6.7.2019 | Guayaquil City     | 1 - 3 | Delfín                  | 14.7.2019 | Delfín                  | 1 - 1 | El Nacional        | 20.7.2019 |
| Emelec                  | 2 - 1 | Aucas              | 7.7.2019 | Barcelona SC       | 1 - 2 | Macará                  | 14.7.2019 | Independiente del Valle | 2 - 2 | Guayaquil City     | 21.7.2019 |
| Delfín                  | 1 - 0 | Fuerza Amarilla    | 7.7.2019 | Aucas              | 0 - 0 | El Nacional             | 14.7.2019 | Mushuc Runa             | 5 - 1 | Barcelona SC       | 21.7.2019 |
| Macará                  | 2 - 0 | Guayaquil City     | 8.7.2019 | América de Quito   | 1 - 1 | Olmedo                  | 15.7.2019 | Macará                  | 2 - 0 | Téc. Universitario | 22.7.2019 |

| Guayaquil City     | 1 - 0 | LDU Quito               | 26.7.2019 | Deportivo Cuenca     | 2 - 2 | El Nacional             | 2.8.2019 | Macará                  | 1 - 0 | América de Quito     | 9.8.2019  |
| Téc. Universitario | 2 - 2 | Emelec                  | 27.7.2019 | Fuerza Amarilla      | 0 - 1 | Guayaquil City          | 3.8.2019 | Guayaquil City          | 3 - 0 | Olmedo               | 10.8.2019 |
| El Nacional        | 2 - 0 | Mushuc Runa             | 27.7.2019 | Mushuc Runa          | 1 - 2 | Aucas                   | 3.8.2019 | Delfín                  | 2 - 1 | Universidad Católica | 10.8.2019 |
| Aucas              | 4 - 2 | Delfín                  | 27.7.2019 | América de Quito     | 1 - 1 | Independiente del Valle | 3.8.2019 | Independiente del Valle | 2 - 3 | Mushuc Runa          | 10.8.2019 |
| Macará             | 1 - 1 | Olmedo                  | 28.7.2019 | Emelec               | 0 - 1 | Delfín                  | 4.8.2019 | El Nacional             | 1 - 0 | Emelec               | 11.8.2019 |
| Barcelona SC       | 4 - 1 | Independiente del Valle | 28.7.2019 | Universidad Católica | 2 - 1 | Barcelona SC            | 4.8.2019 | Téc. Universitario      | 1 - 2 | Deportivo Cuenca     | 11.8.2019 |
| Fuerza Amarilla    | 1 - 2 | Universidad Católica    | 28.7.2019 | LDU Quito            | 1 - 1 | Macará                  | 4.8.2019 | Aucas                   | 2 - 1 | LDU Quito            | 11.8.2019 |
| América de Quito   | 3 - 0 | Deportivo Cuenca        | Canc.     | Olmedo               | 0 - 2 | Téc. Universitario      | 5.8.2019 | Barcelona SC            | 2 - 1 | Fuerza Amarilla      | 12.8.2019 |

| LDU Quito            | 2 - 0 | Barcelona SC            | 16.8.2019 | Aucas                   | 1 - 0 | Olmedo               | 23.8.2019 | Deportivo Cuenca     | 1 - 1 | Barcelona SC            | 30.8.2019 |
| Deportivo Cuenca     | 1 - 2 | Aucas                   | 17.8.2019 | Barcelona SC            | 4 - 0 | América de Quito     | 24.8.2019 | Universidad Católica | 0 - 1 | Independiente del Valle | 31.8.2019 |
| América de Quito     | 3 - 0 | Guayaquil City          | 17.8.2019 | Téc. Universitario      | 0 - 2 | LDU Quito            | 24.8.2019 | Fuerza Amarilla      | 3 - 3 | Aucas                   | 31.8.2019 |
| Mushuc Runa          | 2 - 0 | Delfín                  | 17.8.2019 | Delfín                  | 2 - 0 | Deportivo Cuenca     | 24.8.2019 | América de Quito     | 2 - 0 | Téc. Universitario      | 31.8.2019 |
| Emelec               | 1 - 3 | Independiente del Valle | 18.8.2019 | Macará                  | 2 - 1 | Emelec               | 25.8.2019 | LDU Quito            | 2 - 0 | El Nacional             | 1.9.2019  |
| Fuerza Amarilla      | 2 - 2 | Téc. Universitario      | 18.8.2019 | Guayaquil City          | 4 - 2 | Mushuc Runa          | 25.8.2019 | Emelec               | 2 - 1 | Guayaquil City          | 1.9.2019  |
| Olmedo               | 0 - 2 | El Nacional             | 18.8.2019 | El Nacional             | 0 - 1 | Universidad Católica | 25.8.2019 | Olmedo               | 2 - 2 | Delfín                  | 1.9.2019  |
| Universidad Católica | 1 - 3 | Macará                  | 19.8.2019 | Independiente del Valle | 2 - 0 | Fuerza Amarilla      | 26.8.2019 | Mushuc Runa          | 1 - 1 | Macará                  | 2.9.2019  |

| Independiente del Valle | 0 - 2 | Macará               | 11.9.2019 | Téc. Universitario   | 4 - 4 | Guayaquil City          | 20.9.2019  | Deportivo Cuenca        | 3 - 0 | Fuerza Amarilla      | 27.9.2019 |
| Deportivo Cuenca        | 2 - 1 | Olmedo               | 13.9.2019 | Macará               | 1 - 1 | Delfín                  | 21.9.2019  | Guayaquil City          | 0 - 2 | Barcelona SC         | 28.9.2019 |
| Aucas                   | 3 - 0 | América de Quito     | 14.9.2019 | América de Quito     | 1 - 2 | Emelec                  | 21.9.2019  | Aucas                   | 0 - 0 | Macará               | 28.9.2019 |
| Delfín                  | 1 - 2 | Barcelona SC         | 14.9.2019 | Barcelona SC         | 2 - 1 | Aucas                   | 22.9.2019  | Mushuc Runa             | 1 - 1 | Universidad Católica | 28.9.2019 |
| Mushuc Runa             | 3 - 0 | Fuerza Amarilla      | 14.9.2019 | Fuerza Amarilla      | 0 - 4 | El Nacional             | 22.9.2019  | Emelec                  | 3 - 1 | Olmedo               | 29.9.2019 |
| Emelec                  | 1 - 1 | LDU Quito            | 15.9.2019 | LDU Quito            | 4 - 0 | Mushuc Runa             | 22.9.2019  | Delfín                  | 4 - 2 | Téc. Universitario   | 29.9.2019 |
| Guayaquil City          | 2 - 1 | Universidad Católica | 15.9.2019 | Universidad Católica | 2 - 0 | Deportivo Cuenca        | 23.9.2019  | El Nacional             | 0 - 1 | América de Quito     | 29.9.2019 |
| El Nacional             | 1 - 2 | Téc. Universitario   | 16.9.2019 | Olmedo               | 1 - 0 | Independiente del Valle | 23.10.2019 | Independiente del Valle | 0 - 1 | LDU Quito            | 30.9.2019 |

| Olmedo                  | 0 - 0 | Universidad Católica | 18.10.2019 | Aucas                | 4 - 2 | Guayaquil City          | 25.10.2019 | Independiente del Valle | 0 - 0 | Delfín               | 2.11.2019 |
| Macará                  | 1 - 1 | Deportivo Cuenca     | 19.10.2019 | Deportivo Cuenca     | 1 - 0 | LDU Quito               | 26.10.2019 | América de Quito        | 1 - 0 | Universidad Católica | 2.11.2019 |
| Guayaquil City          | 0 - 1 | El Nacional          | 19.10.2019 | El Nacional          | 4 - 2 | Independiente del Valle | 26.10.2019 | Téc. Universitario      | 3 - 2 | Aucas                | 2.11.2019 |
| Independiente del Valle | 4 - 0 | Aucas                | 19.10.2019 | Universidad Católica | 1 - 1 | Emelec                  | 26.10.2019 | LDU Quito               | 5 - 2 | Fuerza Amarilla      | 2.11.2019 |
| Barcelona SC            | 0 - 3 | Emelec               | 20.10.2019 | Fuerza Amarilla      | 0 - 3 | Macará                  | 26.10.2019 | Emelec                  | 6 - 1 | Mushuc Runa          | 3.11.2019 |
| LDU Quito               | 1 - 1 | Delfín               | 20.10.2019 | Barcelona SC         | 0 - 1 | Téc. Universitario      | 27.10.2019 | Macará                  | 0 - 1 | El Nacional          | 3.11.2019 |
| América de Quito        | 3 - 0 | Fuerza Amarilla      | 20.10.2019 | Delfín               | 2 - 1 | América de Quito        | 27.10.2019 | Guayaquil City          | 1 - 2 | Deportivo Cuenca     | 3.11.2019 |
| Téc. Universitario      | 3 - 0 | Mushuc Runa          | 21.10.2019 | Mushuc Runa          | 1 - 4 | Olmedo                  | 27.10.2019 | Olmedo                  | 1 - 2 | Barcelona SC         | 3.11.2019 |

## Seconda fase
Alla seconda fase si sono qualificate le prime otto classificate della prima fase. Per la seconda fase le otto finaliste sono state "accoppiate" a seconda della loro posizione: la prima contro l'ottava, la seconda contro la settima e così via. Ogni scontro si è disputato con gare di andata e ritorno, dove la squadra miglior classificata aveva il vantaggio di giocare la gara di ritorno in casa. In caso di pareggio nel risultato aggregato, passava alla fase successiva la squadra miglior classificata nella prima fase. In finale invece, in caso di parità dopo le due gare, si sarebbero disputati i calci di rigore (come è poi avvenuto).
|  | Quarti di finale | Quarti di finale        | Quarti di finale | Quarti di finale | Quarti di finale |  |  | Semifinali | Semifinali | Semifinali | Semifinali | Semifinali |   |   | Finale | Finale | Finale | Finale | Finale |  |
|  |                  |                         |                  |                  |                  |  |  |            |            |            |            |            |   |   |        |        |        |        |        |  |
|  | 1                | Macará                  | 2                | 1                | 3                |  |  |            |            |            |            |            |   |   |        |        |        |        |        |  |
|  | 8                | Emelec                  | 1                | 2                | 3                |  |  | 1          | Macará     | 1          | 1          | 2          |   |   |        |        |        |        |        |  |
|  | 4                | Delfín                  | 0                | 2                | 2                |  |  | 4          | Delfín     | 2          | 1          | 3          |   |   |        |        |        |        |        |  |
|  | 5                | Independiente del Valle | 0                | 2                | 2                |  |  |            |            |            |            |            |   |   | 4      | Delfín | 0      | 0      | 0      |  |
|  | 3                | Universidad Católica    | 3                | 0                | 3                |  |  |            |            | 6          | LDU Quito  | 0          | 0 | 0 |        |        |        |        |        |  |
|  | 6                | LDU Quito               | 2                | 2                | 4                |  |  | 6          | LDU Quito  | 3          | 0          | 3          |   |   |        |        |        |        |        |  |
|  | 2                | Barcelona SC            | 0                | 0                | 0                |  |  | 7          | Aucas      | 1          | 0          | 1          |   |   |        |        |        |        |        |  |
|  | 7                | Aucas                   | 1                | 0                | 1                |  |  |            |            |            |            |            |   |   |        |        |        |        |        |  |

### Quarti di finale
| Arbitro: | Roberto Sánchez |

|           |           |                        |
| 16’ Godoy | Marcatori | Corozo 43’ Estrada 77’ |

| Arbitro: | Diego Lara |

|                       |           |                        |
| 84’ (rig.) De la Cruz | Marcatori | Caicedo 45’ Pernía 80’ |

Nonostante il risultato aggregato in pareggio, alle semifinali passa il Macará in virtù della migliore posizione ottenuta nella classifica della prima fase.
| Sangolquí 24 novembre 2019, ore 18:15 UTC-5 Quarti di finale (andata) | Independiente del Valle | 0 – 0 referto | Delfín | Stadio Municipal General Rumiñahui\| Arbitro: \| Diego Lara \| |
| Arbitro:                                                              | Diego Lara              |               |        |                                                                |

| Arbitro: | José Luis Espinel |

|                      |           |            |
| 7’ Noboa 16’ Ordoñez | Marcatori | Torres 19’ |

Nonostante il risultato aggregato in pareggio, alle semifinali passa il Delfín in virtù della migliore posizione ottenuta nella classifica della prima fase.
| Arbitro: | Marlon Vera |

|                              |           |                                        |
| 90’ Valencia 90+4’ Rodríguez | Marcatori | Amarilla 13’ Amarilla 61’ Amarilla 62’ |

| Arbitro: | Roberto Sánchez |

|  |           |                      |
|  | Marcatori | Guerra 48’ Julio 58’ |

Con il risultato aggregato di 3-4, passa in semifinale il Liga de Quito.
| Arbitro: | José Luis Espinel |

|              |           |  |
| 77’ Figueroa | Marcatori |  |

| Guayaquil 27 novembre 2019, ore 19:45 UTC-5 Quarti di finale (ritorno) | Barcelona SC | 0 – 0 referto | Aucas | Stadio monumentale Banco Pichincha\| Arbitro: \| Marlon Vera \| |
| Arbitro:                                                               | Marlon Vera  |               |       |                                                                 |

Con il risultato aggregato di 1-0, passa in semifinale l'Aucas.

### Semifinale
| Arbitro: | Marlon Vera |

|                                 |           |            |
| 10’ (rig.) Garcés 64’ Piñatares | Marcatori | Corozo 61’ |

| Arbitro: | Guillermo Guerrero |

|            |           |             |
| 66’ Corozo | Marcatori | Ordoñez 53’ |

Con il risultato aggregato di 3-2, passa in finale il Delfín.
| Arbitro: | Guillermo Guerrero |

|              |           |                                        |
| 64’ Figueroa | Marcatori | J. Julio 20’ A. Julio 23’ Martínez 39’ |

| Quito 7 novembre 2019, ore 19:00 UTC-5 Semifinale (ritorno) | LDU Quito         | 0 – 0 referto | Aucas | Estadio de Liga Deportiva Universitaria\| Arbitro: \| José Luis Espinel \| |
| Arbitro:                                                    | José Luis Espinel |               |       |                                                                            |

Con il risultato aggregato di 3-1, passa in finale il Liga de Quito.

### Finale
| Quito 11 dicembre 2019, ore 19:30 UTC-5 Finale (andata) | LDU Quito   | 0 – 0 referto | Delfín | Estadio Gonzalo Pozo Ripalda\| Arbitro: \| Marlon Vera \| |
| Arbitro:                                                | Marlon Vera |               |        |                                                           |

| Arbitro: | Roberto Sánchez |

|                                    |                      |                                        |
| López Piñatares Cangá Noboa Garcés | Tiri di rigore 2 – 1 | Alcívar Valencia Medina Ayoví Martínez |

Permanendo la parità nel risultato aggregato dopo le due gare di finale, il Delfín si è aggiudicato il titolo battendo ai calci di rigore la Liga de Quito.

## Statistiche

### Classifica marcatori
| Pos. | Giocatore       | Squadra              | Gol |
| ---- | --------------- | -------------------- | --- |
| 1°   | Luis Amarilla   | Universidad Católica | 19  |
| 2°   | Raúl Becerra    | Deportivo Cuenca     | 18  |
| 3°   | Michael Estrada | Macará               | 17  |
| 4°   | Fidel Martínez  | Barcelona SC         | 16  |
| 5°   | Carlos Garcés   | Delfín               | 15  |

## Allenatori
| Squadra                 | Allenatore               | Giornate |
| ----------------------- | ------------------------ | -------- |
| América de Quito        | Francisco Correa         | 1 - 13   |
| América de Quito        | ?                        | 14       |
| América de Quito        | Luis Espinel             | 15 - 26  |
| América de Quito        | Darwin Veloz Freddy Bone | 27 - 30  |
| Aucas                   | Eduardo Favaro           | 1 - 11   |
| Aucas                   | Gabriel Schürrer         | 12 -     |
| Barcelona SC            | Guillermo Almada         | 1 - 9    |
| Barcelona SC            | José Gavica (interino)   | 10       |
| Barcelona SC            | Leonardo Ramos           | 11 - 29  |
| Barcelona SC            | Nelson Tapia (interino)  | 30       |
| Delfín                  | Fabián Bustos            | 1 - ...  |
| Deportivo Cuenca        | Luis Soler               | 1 - 13   |
| Deportivo Cuenca        | ?                        | 14 - 15  |
| Deportivo Cuenca        | Tabaré Silva             | 16 -     |
| El Nacional             | Marcelo Zuleta           | 1 - 30   |
| Emelec                  | Mariano Soso             | 1 - 9    |
| Emelec                  | ?                        | 10 - 11  |
| Emelec                  | Ismael Rescalvo          | 12 -     |
| Fuerza Amarilla         | Raúl Duarte              | 1 - 14   |
| Fuerza Amarilla         | ?                        | 15       |
| Fuerza Amarilla         | Matías Tatangelo         | 16 - 27  |
| Fuerza Amarilla         | Luis Garcés              | 28 - 30  |
| Guayaquil City          | Pool Gavilánez           | 1 - 30   |
| Independiente del Valle | Ismael Rescalvo          | 1 - 10   |
| Independiente del Valle | ?                        | 11 - 12  |
| Independiente del Valle | Miguel Ángel Ramírez     | 13 -     |
| LDU Quito               | Pablo Repetto            | 1 - 30   |
| Macará                  | Paúl Vélez               | 1 - 30   |
| Mushuc Runa             | Geovanny Cumbicus        | 1 - 15   |
| Mushuc Runa             | Martín Cardetti          | 16 -     |
| Olmedo                  | Ricardo Dillon           | 1 - 30   |
| Téc. Universitario      | Fabián Frías             | 1 - 11   |
| Téc. Universitario      | ?                        | 12       |
| Téc. Universitario      | José Hernández           | 13 -     |
| Universidad Católica    | Santiago Escobar         | 1 - 30   |